# Nitting
Nitting [nitɛ̃] est une commune française située dans le département de la Moselle en région Grand Est.
Cette commune se trouve dans la région historique de Lorraine et fait partie du pays de Sarrebourg.

## Géographie
Nitting est une commune qui se trouve dans le sud-est de la Moselle, en Lorraine. Elle fait partie de l'aire urbaine de Sarrebourg.

### Accès
Nitting est desservie par les départementales D 44 et D 44B.
Les gares de Nitting et de Barville-Bas étaient situées sur l'ancienne ligne de Sarrebourg à Abreschviller. La ligne, aujourd’hui déclassée et dont la voie a été déposée, a été réaménagée en piste cyclable.

### Communes limitrophes
| Hermelange             |              | Hesse       |
| Lorquin                | Nitting      | Hartzviller |
| Métairies-Saint-Quirin | Vasperviller | Voyer       |

### Écarts et lieux-dits
Barville (hameau, qualifié de  « nouveau village » en 1710).

### Hydrographie
La commune est située dans le bassin versant du Rhin au sein du bassin Rhin-Meuse. Elle est drainée par la Sarre Rouge, le ruisseau de Voyer et le canal d'alimentation du le canal de la Marne au Rhin.
La Sarre rouge, d'une longueur totale de 26,8 km, prend sa source dans la commune de Saint-Quirin et se jette  dans la Sarre en limite de Hermelange et de Lorquin, après avoir traversé sept communes.

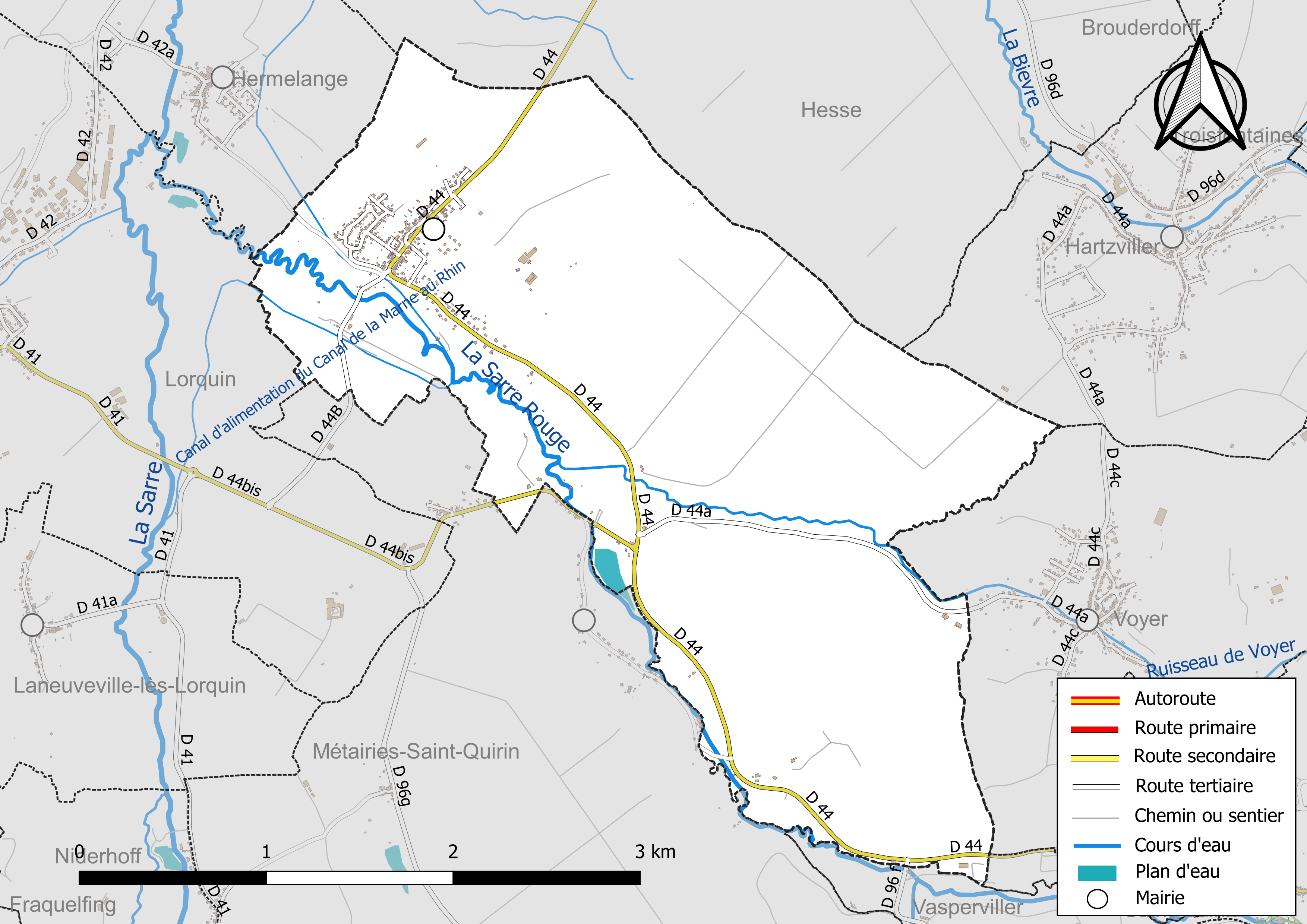
Réseaux hydrographique et routier de Nitting.

La qualité des eaux des principaux cours d’eau de la commune, notamment de la Sarre Rouge, peut être consultée sur un site spécial géré par les agences de l’eau et l’Agence française pour la biodiversité.

### Climat
Pour des articles plus généraux, voir Climat du Grand Est et Climat de la Moselle.
En 2010, le climat de la commune est de type climat des marges montargnardes, selon une étude du Centre national de la recherche scientifique s'appuyant sur une série de données couvrant la période 1971-2000. En 2020, Météo-France publie une typologie des climats de la France métropolitaine dans laquelle la commune est exposée à un climat semi-continental et est dans la région climatique  Vosges, caractérisée par une pluviométrie très élevée (1 500 à 2 000 mm/an) en toutes saisons et un hiver rude (moins de 1 °C). 
Pour la période 1971-2000, la température annuelle moyenne est de 9,8 °C, avec une amplitude thermique annuelle de 16,9 °C. Le cumul annuel moyen de précipitations est de 921 mm, avec 12,8 jours de précipitations en janvier et 10 jours en juillet. Pour la période 1991-2020, la température moyenne annuelle observée sur la station météorologique installée sur la commune est de 10,4 °C et le cumul annuel moyen de précipitations est de 993,7 mm. 
La température maximale relevée sur cette station est de 37,9 °C, atteinte le 25 juillet 2019 ; la température minimale est de −19,4 °C, atteinte le 26 décembre 2010,,. 
| Mois                                  | jan.           | fév.           | mars           | avril         | mai           | juin          | jui.          | août          | sep.          | oct.          | nov.           | déc.           | année      |
| ------------------------------------- | -------------- | -------------- | -------------- | ------------- | ------------- | ------------- | ------------- | ------------- | ------------- | ------------- | -------------- | -------------- | ---------- |
| Température minimale moyenne (°C)     | −1,1           | −1             | 0,6            | 3,6           | 7,4           | 11,1          | 12,6          | 12,3          | 8,5           | 5,5           | 2,4            | 0              | 5,2        |
| Température moyenne (°C)              | 2              | 2,9            | 6,1            | 10,1          | 13,7          | 17,5          | 19,2          | 18,9          | 14,8          | 10,6          | 6,1            | 3              | 10,4       |
| Température maximale moyenne (°C)     | 5,2            | 6,9            | 11,6           | 16,7          | 20            | 23,8          | 25,8          | 25,4          | 21,1          | 15,7          | 9,7            | 6              | 15,7       |
| Record de froid (°C) date du record   | −15,3 16.01.21 | −17,4 07.02.12 | −11,2 12.03.10 | −6,2 04.04.22 | −1,8 04.05.11 | 2,3 05.06.09  | 4 31.07.15    | 4,3 26.08.18  | −0,5 28.09.08 | −7,7 29.10.12 | −12,1 30.11.10 | −19,4 26.12.10 | −19,4 2010 |
| Record de chaleur (°C) date du record | 17,4 01.01.22  | 21,1 24.02.21  | 25,8 31.03.21  | 29,4 28.04.12 | 32,9 25.05.09 | 36,5 30.06.19 | 37,9 25.07.19 | 37,8 07.08.15 | 33 15.09.20   | 28,9 02.10.23 | 21,8 08.11.15  | 17,7 31.12.22  | 37,9 2019  |
| Précipitations (mm)                   | 85,7           | 78,5           | 74,2           | 60,1          | 89            | 80,3          | 80            | 76,5          | 84,7          | 88,4          | 91,5           | 104,8          | 993,7      |

| Diagramme climatique                                  |           |             |             |         |              |            |              |             |             |            |         |
| J                                                     | F         | M           | A           | M       | J            | J          | A            | S           | O           | N          | D       |
| 5,2−1,185,7                                           | 6,9−178,5 | 11,60,674,2 | 16,73,660,1 | 207,489 | 23,811,180,3 | 25,812,680 | 25,412,376,5 | 21,18,584,7 | 15,75,588,4 | 9,72,491,5 | 60104,8 |
| Moyennes : • Temp. maxi et mini °C • Précipitation mm |           |             |             |         |              |            |              |             |             |            |         |

Les paramètres climatiques de la commune ont été estimés pour le milieu du siècle (2041-2070) selon différents scénarios d'émission de gaz à effet de serre à partir des nouvelles projections climatiques de référence DRIAS-2020. Ils sont consultables sur un site spécial publié par Météo-France en novembre 2022.

## Urbanisme

### Typologie
Au 1er janvier 2024, Nitting est catégorisée commune rurale à habitat dispersé, selon la nouvelle grille communale de densité à sept niveaux définie par l'Insee en 2022.
Elle est située hors unité urbaine. Par ailleurs la commune fait partie de l'aire d'attraction de Sarrebourg, dont elle est une commune de la couronne,. Cette aire, qui regroupe 87 communes, est catégorisée dans les aires de 50 000 à moins de 200 000 habitants,.

### Occupation des sols
L'occupation des sols de la commune, telle qu'elle ressort de la base de données européenne d’occupation biophysique des sols Corine Land Cover (CLC), est marquée par l'importance des forêts et milieux semi-naturels (63,8 % en 2018), en augmentation par rapport à 1990 (62,7 %). La répartition détaillée en 2018 est la suivante : 
forêts (63,8 %), prairies (27,9 %), zones urbanisées (4,4 %), terres arables (2,6 %), zones agricoles hétérogènes (1,3 %). L'évolution de l’occupation des sols de la commune et de ses infrastructures peut être observée sur les différentes représentations cartographiques du territoire : la carte de Cassini (XVIIIe siècle), la carte d'état-major (1820-1866) et les cartes ou photos aériennes de l'IGN pour la période actuelle (1950 à aujourd'hui).

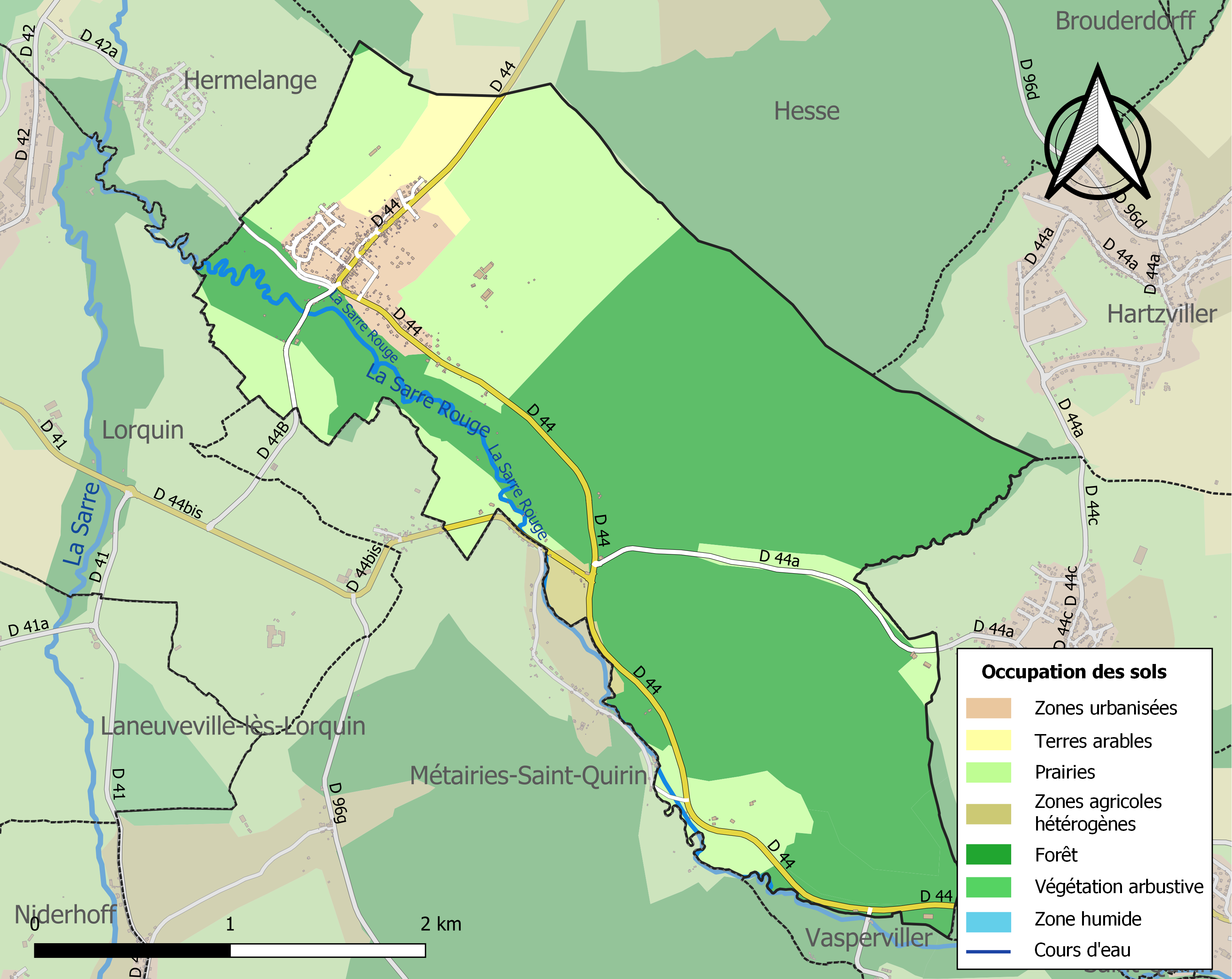
Carte des infrastructures et de l'occupation des sols de la commune en 2018 (CLC).

## Toponymie
- D'un nom de personne germanique Nitho suivi du suffixe  -ingen[13] puis -ing.
- Nithingas[14] (VIIe siècle et 847), Nidengen (1504[13] et 1594[15]), Nietting ou Nutting (1710)[15], Nitting (1793), Nittingen (1870-1918 et 1940-1944).

## Histoire
- Ancien domaine de l'abbaye de Wissembourg au IXe siècle.
- Au XIVe siècle, la seigneurie appartenait aux Lutzelbourg, puis en 1640 aux Saintignon.
- Détruit au cours de la guerre de Trente Ans.
- Absorbe Barville en 1834.
- En 2008, le réseau câblé est rénové par le cablo-opérateur SERCAE (appartenant à Rohr-Cablor) : 130 prises FTTH (fibre optique à domicile) relient les habitations au réseau haut-débit de la Moselle (RHD 57)[16].

## Politique et administration

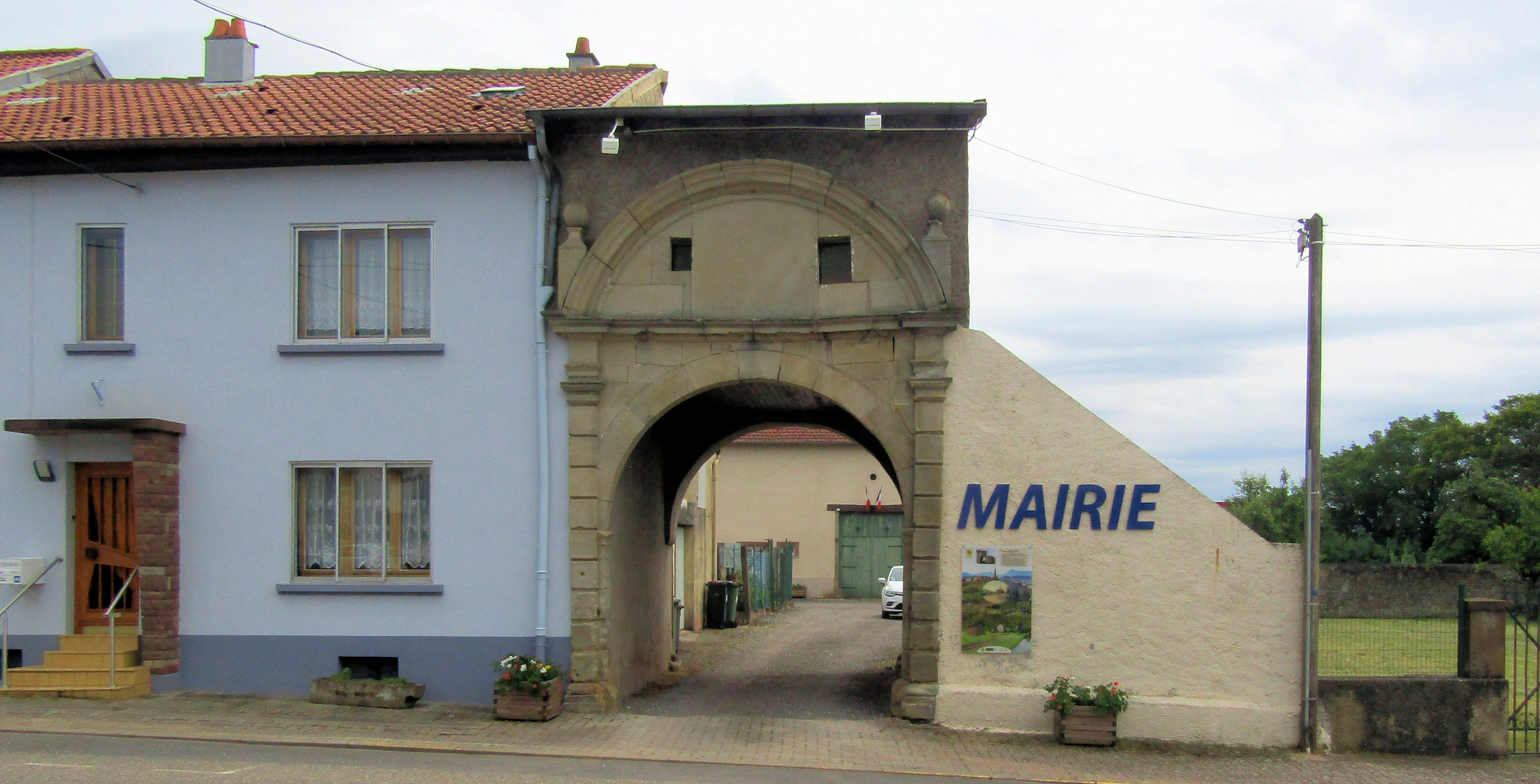
La mairie.

| Période                                  | Période                       | Identité           | Étiquette       | Qualité |
| ---------------------------------------- | ----------------------------- | ------------------ | --------------- | --- |
| Les données manquantes sont à compléter. |                               |                    |                 | |
| ?                                        | ?                             | Georges Haffemayer |                 | |
| mars 1989                                | En cours (au 19 janvier 2021) | Jean-Luc Chaigneau | RPR puis UMP-LR | Attaché de préfecture Conseiller général de Lorquin (1985 → 2011) Conseiller régional de Lorraine (2002 → 2004 et 2010 → 2015) Président de la CC des Deux Sarres (? → 2016) |

## Démographie
L'évolution du nombre d'habitants est connue à travers les recensements de la population effectués dans la commune depuis 1793. Pour les communes de moins de 10 000 habitants, une enquête de recensement portant sur toute la population est réalisée tous les cinq ans, les populations de référence des années intermédiaires étant quant à elles estimées par interpolation ou extrapolation. Pour la commune, le premier recensement exhaustif entrant dans le cadre du nouveau dispositif a été réalisé en 2005.

En 2022, la commune comptait 514 habitants, en évolution de +11,5 % par rapport à 2016 (Moselle : +0,52 %, France hors Mayotte : +2,11 %).
| 1793 | 1800 | 1806 | 1821 | 1831 | 1836 | 1841 | 1846 | 1851 |
| ---- | ---- | ---- | ---- | ---- | ---- | ---- | ---- | ---- |
| 244  | 220  | 316  | 307  | 352  | 471  | 482  | 520  | 502  |

| 1856 | 1861 | 1871 | 1875 | 1880 | 1885 | 1890 | 1895 | 1900 |
| ---- | ---- | ---- | ---- | ---- | ---- | ---- | ---- | ---- |
| 421  | 411  | 397  | 381  | 357  | 336  | 305  | 341  | 336  |

| 1905 | 1910 | 1921 | 1926 | 1931 | 1936 | 1946 | 1954 | 1962 |
| ---- | ---- | ---- | ---- | ---- | ---- | ---- | ---- | ---- |
| 336  | 334  | 308  | 294  | 283  | 282  | 269  | 265  | 316  |

| 1968 | 1975 | 1982 | 1990 | 1999 | 2005 | 2006 | 2010 | 2015 |
| ---- | ---- | ---- | ---- | ---- | ---- | ---- | ---- | ---- |
| 326  | 334  | 526  | 515  | 518  | 493  | 484  | 464  | 460  |

| 2020 | 2022 | - | - | - | - | - | - | - |
| ---- | ---- | - | - | - | - | - | - | - |
| 487  | 514  | - | - | - | - | - | - | - |

## Vie locale et équipements

### Enseignement
La commune dispose d'une école maternelle qui regroupe les groupes scolaires de Nitting, Voyer et Hermelange.

### Loisirs
- Nitting a inauguré, en mai 2008, son réseau FTTH[21].
- La commune dispose d'une aire de jeu, ainsi que d'un terrain de basketball - handball.
- Elle est traversée par une piste cyclable, qui la relie à Abreschviller, Sarrebourg et Troisfontaines.

## Culture locale et patrimoine

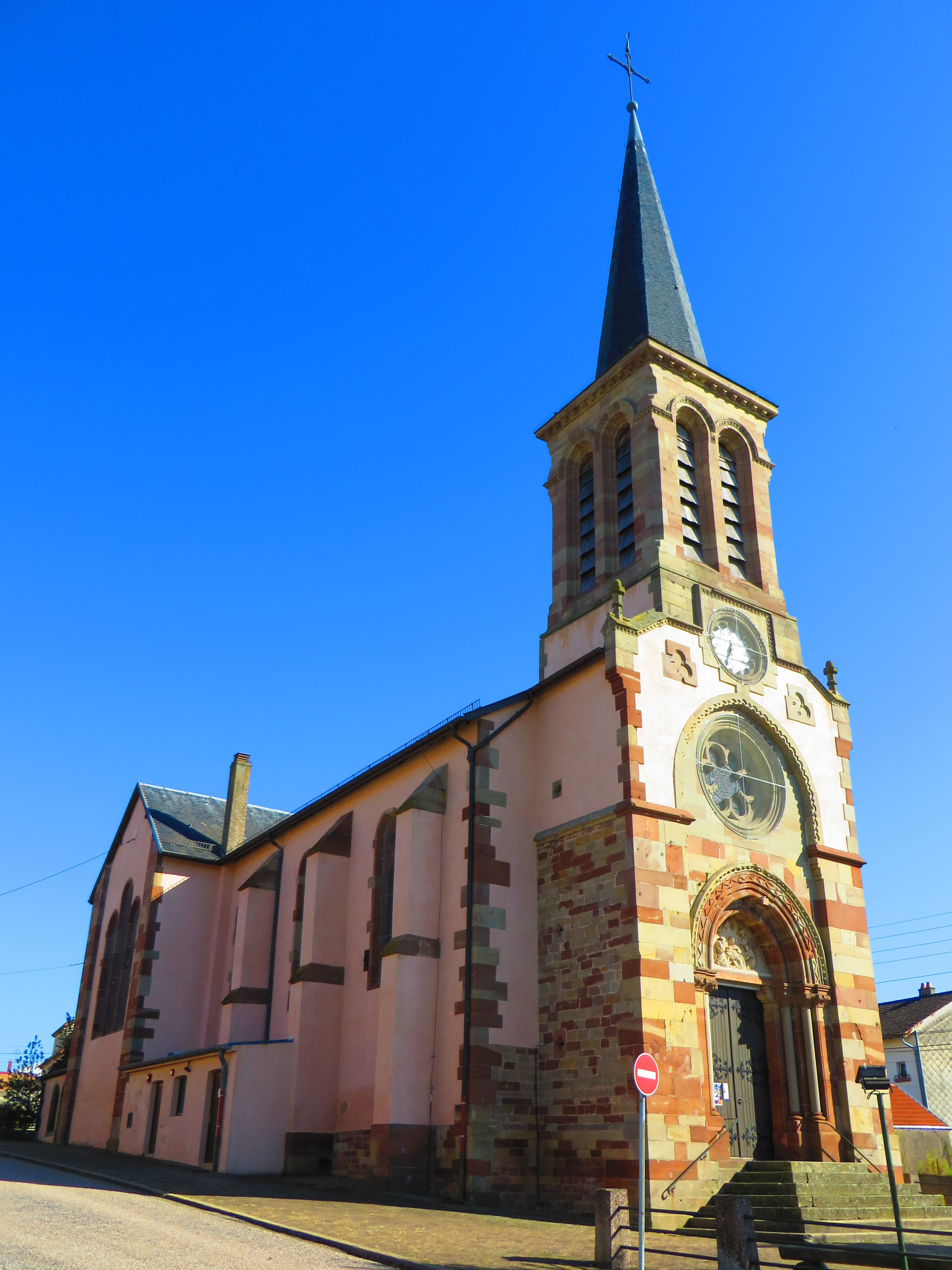
Église Saint-Luc

### Lieux et monuments
- Passage d'une voie romaine.
- Vestiges d'un château XVIIe siècle, ruiné en 1764.
- Église paroissiale néo-gothique Saint-Luc, dépeuplée au début du XVIe siècle et son église détruite. L'église actuelle a été construite en 1870, mais le portail porte la date de 1867. Lors de l'incendie du village en novembre 1944, le clocher, la tribune et les voûtes furent détruits. La restauration fut réalisée entre 1945 et 1954.

### Personnalités liées à la commune
- Jean Colson, (1734-1801), prêtre catholique, député du clergé du Bailliage de Sarreguemines aux États Généraux de 1789 ;
- Mathieu Ducellier, tireur sportif.